# Raphael Macebo Mabuza Ncube
Raphael Macebo Mabuza Ncube (* 4. Oktober 1973 in Nkayi) ist ein simbabwischer Geistlicher und römisch-katholischer Bischof von Hwange.

## Leben
Raphael Macebo Mabuza Ncube absolvierte von 1993 bis 1994 ein Theologisches Propädeutikum in Mazowe. Anschließend studierte er Philosophie am St. Augustine’s Regional Major Seminary in Bulawayo (1994–1996) und Katholische Theologie am National Seminary of Saints John Fisher and Thomas More in Chishawasha (1997–2000). Am 3. Februar 2001 empfing Mabuza Ncube das Sakrament der Priesterweihe für das Erzbistum Bulawayo.
Mabuza Ncube war zunächst als Pfarrvikar und später als Pfarrer der Embakwe Mission in Plumtree tätig, bevor er 2003 Rektor des Kleinen Seminars St. Bernard wurde. Von 2004 bis 2005 war er zudem Pfarrer der Pfarreien St. Bernard in Pumula und St. Adolph Ludigo in Magwegwe. 2008 wurde Raphael Macebo Mabuza Ncube für weiterführende Studien nach Rom entsandt, wo er an der Päpstlichen Fakultät Teresianum ein Lizenziat erwarb und 2015 zum Doktor der Theologie promoviert wurde. Von 2011 bis 2016 wirkte Mabuza Ncube als Spiritual am St. Augustine’s Regional Major Seminary in Bulawayo. Ab 2016 war er Spiritual am National Seminary of Saints John Fisher and Thomas More in Chishawasha.
Am 5. Juli 2021 ernannte ihn Papst Franziskus zum Bischof von Hwange. Der Erzbischof von Bulawayo, Alex Thomas Kaliyanil SVD, spendete ihm am 30. Oktober desselben Jahres im Stadion von Hwange die Bischofsweihe; Mitkonsekratoren waren der Apostolische Nuntius in Simbabwe, Erzbischof Paolo Rudelli, und der emeritierte Bischof von Hwange, José Alberto Serrano Antón IEME.

## Schriften
- Embakwe Mission, 100 years. 2004, OCLC 57201702.
- Mary mother and hope of Africa: encouraging Marian devotion in Africa. Ilizwi Publications, Plumtree 2010, ISBN 978-0-7974-9383-4.